# 迪克森維爾 (紐約州)
迪克森維爾（英語：Dickersonville）是位於美國紐約州尼亞加拉縣的非建制地區。

## 歷史
迪克森維爾的郵局於1851年設立，其後於1877年停運。

## 地理
迪克森維爾所處的海拔為高於海平面119米（即390英呎），而該地所採用的時區為UTC-5，即北美东部时区（EST）。同時該地設有夏令時間，為UTC-5調快一小時，即UTC-4（EDT）。